# Fernando Chui

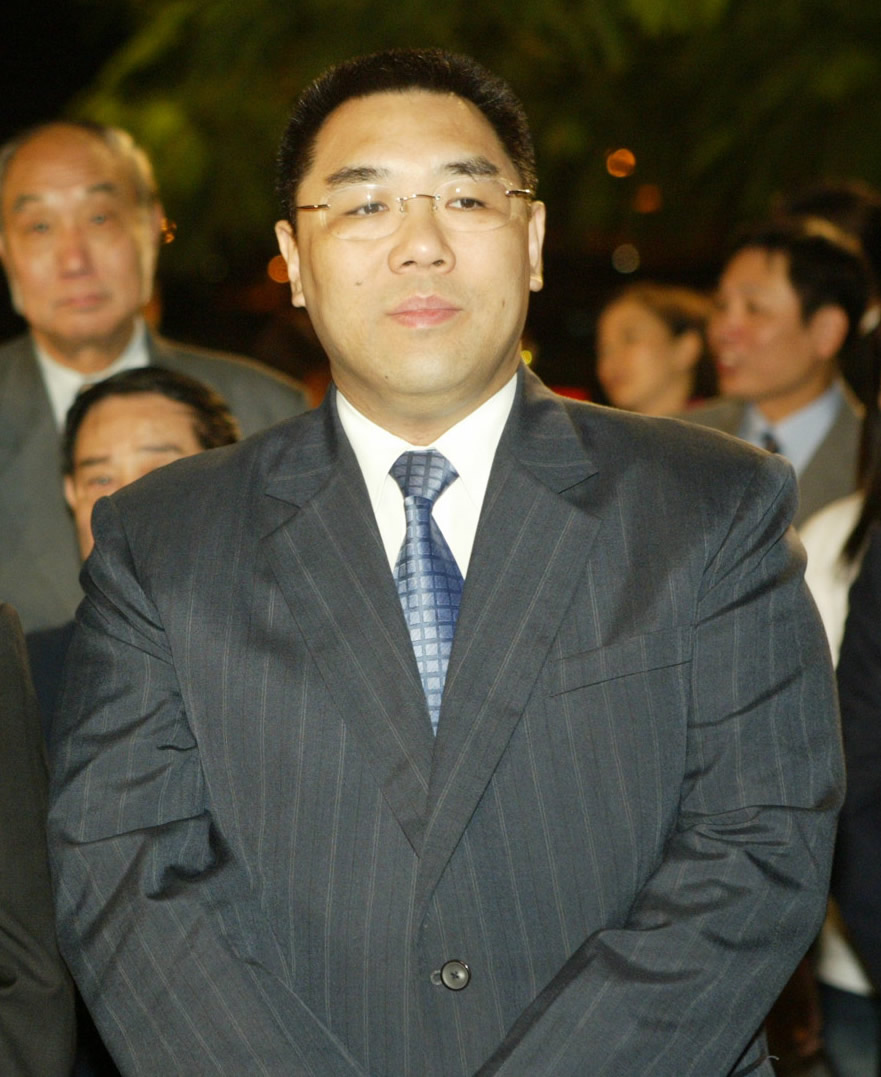
Fernando Chui

Fernando Chui Sai-on (chiń. 崔世安; pinyin Cuī Shì’ān; ur. 13 stycznia 1957 w Makau) – polityk z Makau, szef administracji Specjalnego Regionu Administracyjnego Makau w latach 2009−2019.
Pochodzi z dobrze sytuowanej rodziny związanej ze środowiskiem biznesowym, której członkowie powiązani są z KPCh i aktywnie uczestniczyli w procesie powrotu Makau do Chin. Ukończył studia z zakresu zdrowia publicznego na California State University oraz University of Oklahoma.
W latach 1992–1995 zasiadał w zgromadzeniu ustawodawczym Makau, wówczas portugalskiej kolonii. Po przyłączeniu terytorium do Chińskiej Republiki Ludowej w 1999 roku objął urząd sekretarza ds. społecznych i kulturalnych w lokalnym rządzie, który piastował przez 10 lat.
W 2009 roku został wybrany szefem administracji Makau, zastępując na tym stanowisku kończącego drugą kadencję Edmunda Ho.